# مايكون
مايكون دوغلاس سيسيناندو (بالبرتغالية: Maicon‏) ولد في 26 تموز / يوليو، 1981 في مدينة كريسيوما البرازيلية، وهو لاعب كرة قدم برازيلي يلعب لنادي افاي البرازيلي، مايكون يلعب في مركز الظهير الأيمن مع إمكانية اللعب في الجهة اليسرى والأجنحة.

## مسيرته مع الأندية
بدأ الظهير البرازيلي مسيرته في نادي كرزيزو في دوري الدرجة الأولى البرازيلي عام 2001، وبعد موسمين ناجحين في البرازيل فاز فيها بلقب الدوري واستدعي في حينها للمنتخب وذلك عام 2003، انتقل إلى موناكو الفرنسي وذلك في يونيو من عام 2004 ولعب هناك لمدة موسمين قبل أن ينتقل إلى نادي إنتر ميلان الإيطالي في صقه بلغت 6 ملايين يورو وعقد لمدة 5 سنوات، حيث سطعت موهبته هناك تحت قيادة المدرب روبرتو مانشيني الذي إكتشفه كلاعب من الطراز الأول وأصبحت قيمته تقدر حالياً بقرابة الـ 32 مليون يورو. وحصل مع فريقه انتر ميلان على خمس بطولات دوري إيطالي وثلاث مرات كأس إيطاليا ومرة بطولة دوري ابطال أوروبا في 2010.
في صيف 2010/2011 وصلت له مفاوضات جادة من نادي ريال مدريد للتعاقد معه ولاتمام مشاريع الداهية مدربه السابق البرتغالي مورينيو ولايمانه بانه أفضل لاعب في مركزه لكن ثارت بينه وبين نادي ريال مدريد خلافات حول الراتب الذي سيتقاضاه مما جعله يبقى في الانتر.
وفي يوم 16 يوليو من عام 2012 انتقل اللاعب لنادي ريال مدريد الأسباني بصفقة بلغت 8 ملايين يورو وبراتب 4.5 مليون يورو سنويا
الآن مايكون يلعب مع النادي الإنكليزي مانشسترسيتي في عام 2012 تم التعاقد معه.

## مسيرته مع المنتخب البرازيلي

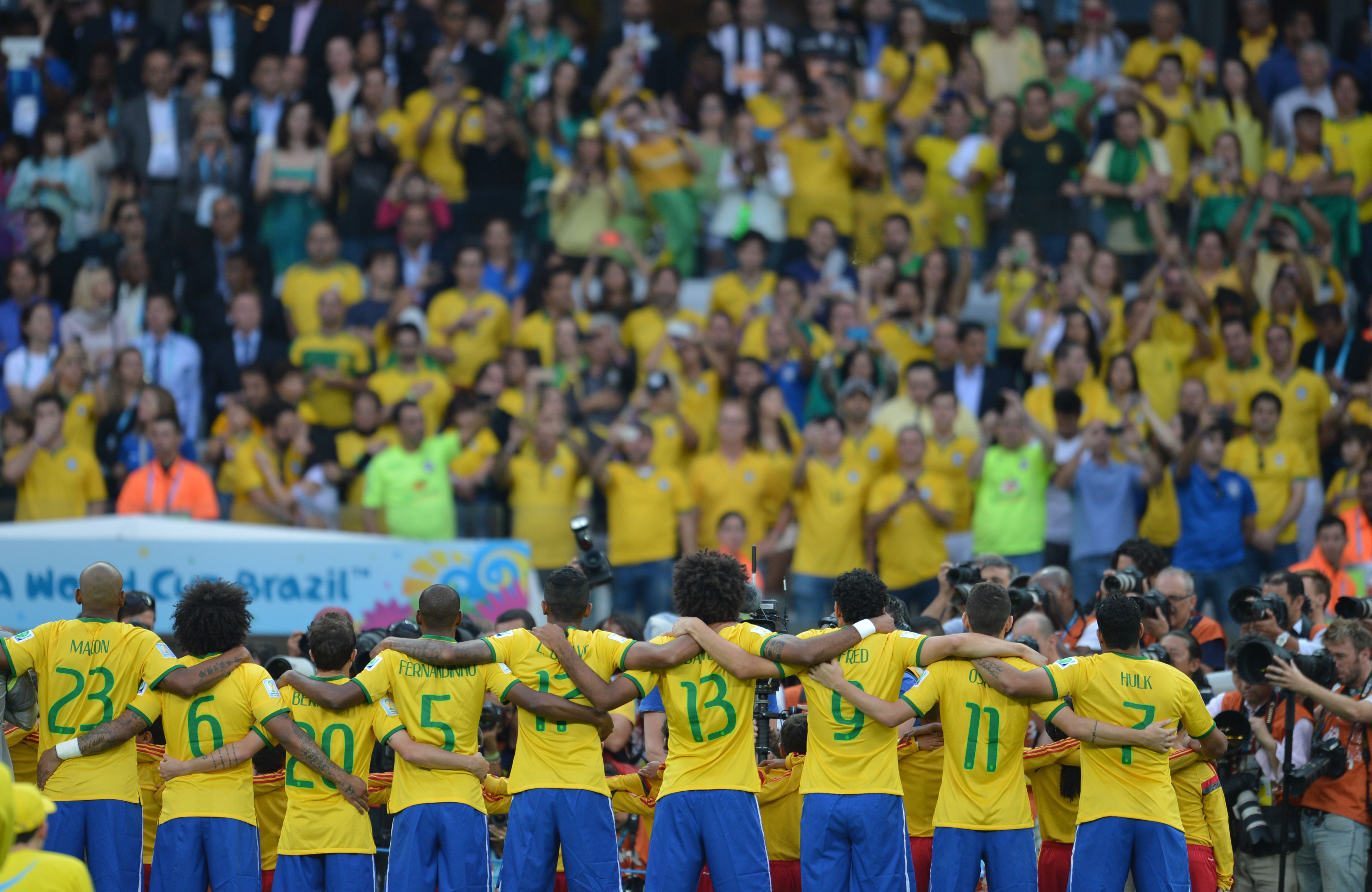
البرازيل ضد ألمانيا في بيلو هوريزونتي

مثل مايكون المنتخب البرازيلي لأول مرة عام 2003 خلال بطولة الكأس الذهبية وما زال يشغل المركز الأساسي في المنتخب حتى الآن.
في يوليو 2006، أعلن رسميا انتر توقيع مايكون على عقد مدته خمس سنوات. خلال فترة وجوده في الإنتر، أسس نفسه على أنه موثوق الجناح الخلفي بدفاعية صلبة مع قدرة صنع الاهداف أو تسجيلها بقدمه اليمنى القوية. يعتبر عموما واحدا من أفضل ظهور الجناحين في اللعبة، والاختيار الأول في منتخب البرازيل، متقدما على لاعب برشلونة المدافع دانييل ألفيس.
خلال مباراة دوري ابطال أوروبا يوم 6 مارس 2007، كان قد تورط في مشاجرة مع مدافع فالنسيا ديفيد نافارو. واوقف مايكون لمدة ستة مباريات، قبل أن يخفف العقوبة إلى ثلاثة. ساهم مايكون وتحت قيادة المدرب السابق خوسيه مورينيو بالفوز بلقب الدوري الإيطالي للمرة الرابعة على التوالي في موسم 2008-09، بما في ذلك مباراة الفوز بهدفين ضد سيينا. واستمر النموذج الجيد الذي عرض في المواسم السابقة خلال موسم 2009/2010. وبدأ هذا الموسم بتسجيله هدف في مرمى ميلان في ديربي السان سيرو 4-0.

## الإنجازات على مستوى الأندية
- الدوري البرازيلي : 2003.
- كوبا برازيل : 2003.
- كأس السوبر البرازيلي : 2003.
- الدوري الإيطالي 2005/2006 - 2006/2007 - 2007/2008 - 2008/2009 - 2009/2010.
- كأس السوبر الإيطالي: 2006/2007 - 2008/2009.
- دوري أبطال أوروبا: 2009/2010.
- كأس إيطاليا: 2009/2010.

أفضل ظهير بالعالم
- كأس العالم للأندية: 2010.

## الإنجازات على مستوى المنتخبات
- كوبا أمريكا : 2004.
- كأس القارات : 2005.
- كوبا أمريكا : 2007.
- كأس القارات : 2009.

## روابط خارجية
- مايكون على موقع الاتحاد الدولي (مؤرشف)  (الإنجليزية)
- مايكون على موقع الاتحاد الأوربي (الإنجليزية)
- مايكون على موقع قاعدة بيانات كرة القدم.إي يو (الإنجليزية)
- مايكون على موقع ليكيب (الفرنسية)
- مايكون على موقع ناشيونال فوتبول تيمز (الإنجليزية)
- مايكون على موقع Soccerbase.com (لاعب) (الإنجليزية)
- مايكون على موقع Soccerway.com (الإنجليزية)
- مايكون على موقع عالم كرة القدم.نت (الإنجليزية)
- مايكون على موقع AS.com (الإسبانية)